# 不明飞行物：异形入侵

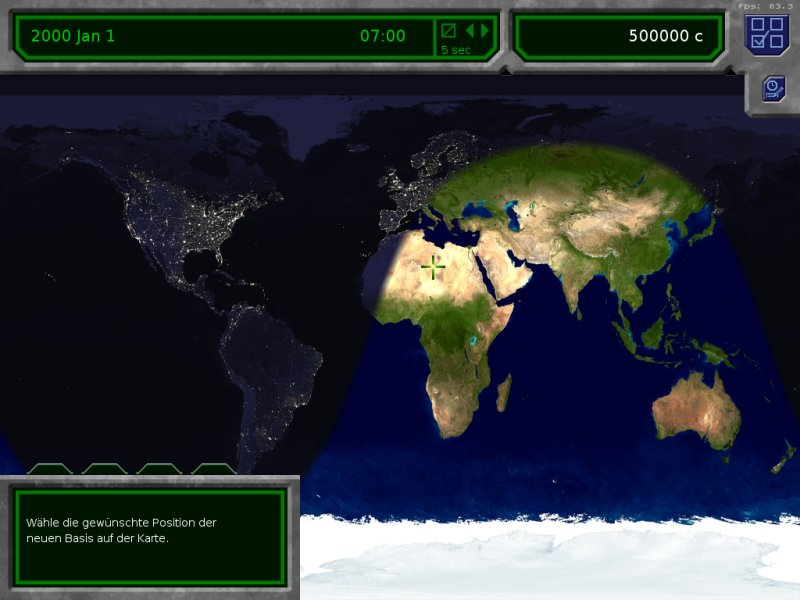
早先版本的地理/战略视图

《不明飞行物：异形入侵》是一个3D回合制战略战术游戏，使用修改過的id Tech 2引擎運作，已经被翻译成包括中文在内的多种语言。其内容受幽浮系列游戏（X-COM系列）啟發。

## 游戏設定

### 遊戲模式
遊戲中玩家扮演PHALANX組織的指揮官對抗外星人對地球的侵略。游戏有两种模式，战役模式和战斗模式，在后者下可以多人游戏。
- 地理/战役模式（Geoscape mode）

這時的時間流動是即时的，玩家可以设定时间流逝速度，也可以暫停。在這個模式下玩家可以看見整顆地球，並進行各種戰略經營。包含建設基地、雇用人員，買賣物資，派出戰鬥機拦截UFO，進行研究和生產武器裝備。若是UFO登陸在地球上，那麼玩家可以派出士兵阻止外星人的行動，當士兵們抵達了外星人出沒的地區時遊戲就進入戰鬥模式。
- 战斗模式（Tactical mode或Battlescape mode）

遊戲的戰鬥模式採取回合制，玩家操作的PHALANX小隊和外星人輪流行動。玩家可以指揮至多8名的小隊員搜索並殲滅戰鬥區域內的外星人。每個隊員都有一定的時間點數（Time Units）來表現出他一個回合中最多能做的動作總量，採取動作需要花費時間點數，一旦點數消耗殆盡該名隊員這個回合就無法再做出更多動作，必須等到下個回合時間點數才會重新補滿。除了外星人和玩家的小隊以外戰場上也常會出現平民（外星人會攻擊他們）。

### 背景剧情
这是2084年。地球，还是那么安详和平。21世纪初期的战争只存在遥远的记忆当中。对于大多数人来说第二次冷战只是过去的阴影，他的记忆就像20世纪末出生的人对二次世界大战一样淡漠。
在世纪末冲突已变得很罕见，新技术和医疗保健终于普及到第三世界。第二次冷战后恐怖活动也减少了，但还是有不少人对它仍然记忆犹新，特别是旧美国以及印度次大陆的人仍对它心存恐惧。现在的战场已转移到政治平台，每一个国家都有在联合国的公平代表权。全球的生活水准正在逐渐上升，最贫困角落的人生活也有很大改善。成功改组后的联合国在世界各国政府都有很高的权威性。支离破碎的较小国家已联合起来成为强大的政治联盟，由于没有了好斗的邻居，战争越来越少。首次在人类历史上，四分之三以上的世界有了法律和秩序。人权也得到了广泛的普及。
第一次袭击发生在2084年3月3号，孟买这个人口最多的城市。 6个小UFO出现了，呼啸着从孟买天空划过，雷达设施都未能及时预警。没有任何预兆，突如其来，12小时内两万名无辜平民和三个营的精锐部队被屠杀。直到大部分英联邦士兵集结过来以后，异形才停止了屠杀。然后，他们突然消失的无影无踪，只留下被蹂躏后的孟买街道。
联合国的紧急会议根本没有任何有效的措施。入侵仍在继续，比以前更残酷，这一次是在波恩、约翰内斯堡和曼谷。一些国家试图展开外交活动，用一千种不同的语言向肆虐整个地区的异形发送信息。但完全没有效果。在几个小时内，这三个城市变成了空城。当时的军队也毫无作用。所有的UFO又消失无踪了—但没有人会怀疑他们不会再次回来。
在最初的孟买袭击过去87个小时后，地球正式宣战。两个星期以来，军队用他们最好的武器来尝试抵御每一次到来的外星神秘来客。他们只获得了屈指可数的成功。
只剩下一个选择，联合国采取了行动。被尘封一个多世纪的古老档案被打开了，美国长期暂停的外星快速反应机构——PHALANX——复活了。根据新的宣誓，该机构由联合国掌管，它的责任就是打击外星威胁，不惜一切代价确保人类的生存。

## 评价
本作曾在Sourceforge2007年和2008年的社群選擇獎（Community Choice Awards）受提名，Linux Journal雜誌也對此作有正面評價。